# 大脇浩二
大脇 浩二（おおわき こうじ、1979年9月2日 - ）は、大阪府摂津市出身の元プロ野球選手（内野手）。

## 来歴・人物
高槻シニアから北照高へ進学。3年春は道大会優勝、夏は南北海道大会ベスト4。1997年のプロ野球ドラフト会議でヤクルトスワローズから3位指名を受け、12月3日に契約金5000万円・年俸500万円（金額は推定）で仮契約を結んだ。背番号は54。
小気味良い守備とシュアな打撃が売りの内野手として期待され1998年ファーム日本選手権制覇に貢献や1999年横浜スタジアムでのフレッシュオールスターゲームイースタン・リーグ選抜選出果たしたが、そのセールスポイントも肘の故障のため発揮出来ず、結局一軍出場のないまま2001年10月11日に戦力外通告を受け、現役引退。
引退後は料理店でアルバイトをしながら専門学校の学費を貯め、消防士を目指した。

## 詳細情報

### 年度別打撃成績
- 一軍公式戦出場なし

### 背番号
- 54 （1998年 - 2001年）